# Typhloiulus uncinifer
Typhloiulus uncinifer är en mångfotingart som beskrevs av Pius Strasser 1974. Typhloiulus uncinifer ingår i släktet Typhloiulus och familjen kejsardubbelfotingar. Inga underarter finns listade i Catalogue of Life.